# Нагороди чемпіонату світу з футболу 2014
Чемпіонат світу з футболу 2014 проходив у Бразилії з 12 червня до 13 липня 2014 року. Наприкінці турніру були вручені наступні нагороди:
- Золотий м'яч
- Золотий бутс
- Золоті рукавички
- Найкращий молодий гравець
- Трофей за чесну гру

## Золотий м'яч
Золотим м'ячем нагороджується найкращий гравець турніру. Футболісти, що фінішують другим та третім, отримують Срібний та Бронзовий м'ячі відповідно.
- Золотий м'яч:  Ліонель Мессі
- Срібний м'яч:  Томас Мюллер
- Бронзовий м'яч:  Ар'єн Роббен

## Золотий бутс
Золотий бутс вручається гравцю, який забив найбільшу кількість голів. Якщо декілька гравців однакову кількість м'ячів, враховується кількість точних передач. У разі, якщо і за цим показником рівність, перемогу отримує той, хто зіграв менше часу. Футболісти, що фінішують другим та третім, отримують Срібний та Бронзовий бутси відповідно.
- Золотий бутс:  Хамес Родрігес
- Срібний бутс:  Томас Мюллер
- Бронзовий бутс:  Неймар

## Золота рукавичка
Золоту рукавичку отримує воротар, який найкраще за всіх провів турнір.
- Золота рукавичка:  Мануель Ноєр

## Найкращий молодий гравець
Золотим м'ячем нагороджується найкращий молодий гравець турніру. Футболіст має бути не старше 21 року, для чемпіонату світу 2014, гравець має бути народженим 1 січня 1993 року або пізніше.
- Найкращий молодий гравець:  Поль Погба

## Трофей за чесну гру
Трофей за чесну гру надається команді з найменшою кількістю жовтих та червоних карток, однак перемогти може команда, яка вийшла до плей-оф.
- Трофей за чесну гру:  Колумбія

## Гравець матчу
Нагорода «Гравець матчу» вручалася після кожного матчу турніру, який вважається найкращим у проведеній грі. Трофей надається за підсумками голосуванням через офіційний сайт ФІФА, Twitter, а також додаток ФІФА для мобільних телефонів. Спонсор нагороди — «Budweiser».

### Матчі
| Дата                           | Етап                           | Команда 1                      | Результат                      | Команда 2                      | Гравець матчу                  |                                |
| Перший раунд групового турніру | Перший раунд групового турніру | Перший раунд групового турніру | Перший раунд групового турніру | Перший раунд групового турніру | Перший раунд групового турніру |                                |
| ------------------------------ | ------------------------------ | ------------------------------ | ------------------------------ | ------------------------------ | ------------------------------ | ------------------------------ |
| Четвер 12 червня               | Група A                        | Бразилія                       | 3–1                            | Хорватія                       | Неймар                         |                                |
| П'ятниця 13 червня             | Група A                        | Мексика                        | 1–0                            | Камерун                        | Джовані дос Сантос             |                                |
| П'ятниця 13 червня             | Група B                        | Іспанія                        | 1–5                            | Нідерланди                     | Робін ван Персі                |                                |
| П'ятниця 13 червня             | Група B                        | Чилі                           | 3–1                            | Австралія                      | Алексіс Санчес                 |                                |
| Субота 14 червня               | Група C                        | Колумбія                       | 3–0                            | Греція                         | Хамес Родрігес                 |                                |
| Субота 14 червня               | Група C                        | Кот-д'Івуар                    | 2–1                            | Японія                         | Яя Туре                        |                                |
| Субота 14 червня               | Група D                        | Уругвай                        | 1–3                            | Коста-Рика                     | Хоель Кемпбелл                 |                                |
| Субота 14 червня               | Група D                        | Англія                         | 1–2                            | Італія                         | Маріо Балотеллі                |                                |
| Неділя 15 червня               | Група E                        | Швейцарія                      | 2–1                            | Еквадор                        | Джердан Шачірі                 |                                |
| Неділя 15 червня               | Група E                        | Франція                        | 3–0                            | Гондурас                       | Карім Бензема                  |                                |
| Неділя 15 червня               | Група F                        | Аргентина                      | 2–1                            | Боснія і Герцеговина           | Ліонель Мессі                  |                                |
| Понеділок 16 червня            | Група F                        | Іран                           | 0–0                            | Нігерія                        | Джон Обі Мікель                |                                |
| Понеділок 16 червня            | Група G                        | Німеччина                      | 4–0                            | Португалія                     | Томас Мюллер                   |                                |
| Понеділок 16 червня            | Група G                        | Гана                           | 1–2                            | США                            | Клінт Демпсі                   |                                |
| Вівторок 17 червня             | Група H                        | Бельгія                        | 2–1                            | Алжир                          | Кевін Де Брейне                |                                |
| Вівторок 17 червня             | Група H                        | Росія                          | 1–1                            | Південна Корея                 | Сон Хин Мін                    |                                |
| Вівторок 17 червня             | Другий раунд групового турніру |                                |                                |                                |                                |                                |
| Вівторок 17 червня             | Група A                        | Бразилія                       | 0–0                            | Мексика                        | Гільєрмо Очоа                  |                                |
| Середа 18 червня               | Група A                        | Камерун                        | 0–4                            | Хорватія                       | Маріо Манджукич                |                                |
| Середа 18 червня               | Група B                        | Іспанія                        | 0–2                            | Чилі                           | Едуардо Варгас                 |                                |
| Середа 18 червня               | Група B                        | Австралія                      | 2–3                            | Нідерланди                     | Ар'єн Роббен                   |                                |
| Четвер 19 червня               | Група C                        | Колумбія                       | 2–1                            | Кот-д'Івуар                    | Хамес Родрігес                 |                                |
| Четвер 19 червня               | Група C                        | Японія                         | 0–0                            | Греція                         | Кейсуке Хонда                  |                                |
| Четвер 19 червня               | Група D                        | Уругвай                        | 2–1                            | Англія                         | Луїс Суарес                    |                                |
| П'ятниця 20 червня             | Група D                        | Італія                         | 0–1                            | Коста-Рика                     | Браян Руїс                     |                                |
| П'ятниця 20 червня             | Група E                        | Швейцарія                      | 2–5                            | Франція                        | Карім Бензема                  |                                |
| П'ятниця 20 червня             | Група E                        | Гондурас                       | 1–2                            | Еквадор                        | Еннер Валенсія                 |                                |
| Субота 21 червня               | Група F                        | Аргентина                      | 1–0                            | Іран                           | Ліонель Мессі                  |                                |
| Субота 21 червня               | Група F                        | Нігерія                        | 1–0                            | Боснія і Герцеговина           | Пітер Одемвінгіе               |                                |
| Субота 21 червня               | Група G                        | Німеччина                      | 2–2                            | Гана                           | Маріо Гетце                    |                                |
| Неділя 22 червня               | Група G                        | США                            | 2–2                            | Португалія                     | Тім Говард                     |                                |
| Неділя 22 червня               | Група H                        | Бельгія                        | 1–0                            | Росія                          | Еден Азар                      |                                |
| Неділя 22 червня               | Група H                        | Південна Корея                 | 2–4                            | Алжир                          | Іслам Слімані                  |                                |
| Понеділок 23 червня            | Третій раунд групового турніру | Третій раунд групового турніру | Третій раунд групового турніру | Третій раунд групового турніру | Третій раунд групового турніру | Третій раунд групового турніру |
| Понеділок 23 червня            | Група A                        | Камерун                        | 1–4                            | Бразилія                       | Неймар                         |                                |
| Понеділок 23 червня            | Група A                        | Хорватія                       | 1–3                            | Мексика                        | Рафаель Маркес                 |                                |
| Понеділок 23 червня            | Група B                        | Австралія                      | 0–3                            | Іспанія                        | Давід Вілья                    |                                |
| Понеділок 23 червня            | Група B                        | Нідерланди                     | 2–0                            | Чилі                           | Ар'єн Роббен                   |                                |
| Вівторок 24 червня             | Група C                        | Японія                         | 1–4                            | Колумбія                       | Джексон Мартінес               |                                |
| Вівторок 24 червня             | Група C                        | Греція                         | 2–1]                           | Кот-д'Івуар                    | Йоргос Самарас                 |                                |
| Вівторок 24 червня             | Група D                        | Італія                         | 0–1                            | Уругвай                        | Джанлуїджі Буффон              |                                |
| Вівторок 24 червня             | Група D                        | Коста-Рика                     | 0–0                            | Англія                         | Кейлор Навас                   |                                |
| Середа 25 червня               | Група E                        | Гондурас                       | 0–3                            | Швейцарія                      | Джердан Шачірі                 |                                |
| Середа 25 червня               | Група E                        | Еквадор                        | 0–0                            | Франція                        | Александер Домінгес            |                                |
| Середа 25 червня               | Група F                        | Нігерія                        | 2–3                            | Аргентина                      | Ліонель Мессі                  |                                |
| Середа 25 червня               | Група F                        | Боснія і Герцеговина           | 3–1                            | Іран                           | Едін Джеко                     |                                |
| Четвер 26 червня               | Група G                        | США                            | 0–1                            | Німеччина                      | Томас Мюллер                   |                                |
| Четвер 26 червня               | Група G                        | Португалія                     | 2–1                            | Гана                           | Кріштіану Роналду              |                                |
| Четвер 26 червня               | Група H                        | Південна Корея                 | 0–1                            | Бельгія                        | Ян Вертонген                   |                                |
| Четвер 26 червня               | Група H                        | Алжир                          | 1–1                            | Росія                          | Іслам Слімані                  |                                |
| П'ятниця 27 червня             | Неігровий день                 | Неігровий день                 | Неігровий день                 | Неігровий день                 | Неігровий день                 | Неігровий день                 |
| Субота 28 червня               | Плей-оф                        | Плей-оф                        | Плей-оф                        | Плей-оф                        | Плей-оф                        | Плей-оф                        |
| Субота 28 червня               | 1/8 фіналу                     | Бразилія                       | 1–1 дч (3–2 пен.)              | Чилі                           | Жуліу Сезар                    |                                |
| Субота 28 червня               | 1/8 фіналу                     | Колумбія                       | 2–0                            | Уругвай                        | Хамес Родрігес                 |                                |
| Неділя 29 червня               | 1/8 фіналу                     | Нідерланди                     | 2–1                            | Мексика                        | Гільєрмо Очоа                  |                                |
| Неділя 29 червня               | 1/8 фіналу                     | Коста-Рика                     | 1–1 дч (5–3 пен.)              | Греція                         | Кейлор Навас                   |                                |
| Понеділок 30 червня            | 1/8 фіналу                     | Франція                        | 2–0                            | Нігерія                        | Поль Погба                     |                                |
| Понеділок 30 червня            | 1/8 фіналу                     | Німеччина                      | 2–1 дч                         | Алжир                          | Раїс М'Болі                    |                                |
| Вівторок 1 липня               | 1/8 фіналу                     | Аргентина                      | 1–0 дч                         | Швейцарія                      | Ліонель Мессі                  |                                |
| Вівторок 1 липня               | 1/8 фіналу                     | Бельгія                        | 2–1 дч                         | США                            | Тім Говард                     |                                |
| Середа 2 липня                 | Неігрові дні                   | Неігрові дні                   | Неігрові дні                   | Неігрові дні                   | Неігрові дні                   | Неігрові дні                   |
| Четвер 3 липня                 | Неігрові дні                   | Неігрові дні                   | Неігрові дні                   | Неігрові дні                   | Неігрові дні                   | Неігрові дні                   |
| П’ятниця 4 липня               | Чвертьфінали                   | Бразилія                       | 2–1                            | Колумбія                       | Давід Луїз                     |                                |
| П’ятниця 4 липня               | Чвертьфінали                   | Франція                        | 0–1                            | Німеччина                      | Матс Гуммельс                  |                                |
| Субота 5 липня                 | Чвертьфінали                   | Нідерланди                     | 0–0 дч (4–3 пен.)              | Коста-Рика                     | Кейлор Навас                   |                                |
| Субота 5 липня                 | Чвертьфінали                   | Аргентина                      | 1–0                            | Бельгія                        | Гонсало Ігуаїн                 |                                |
| Неділя 6 липня                 | Неігрові дні                   | Неігрові дні                   | Неігрові дні                   | Неігрові дні                   | Неігрові дні                   | Неігрові дні                   |
| Понеділок 7 липня              | Неігрові дні                   | Неігрові дні                   | Неігрові дні                   | Неігрові дні                   | Неігрові дні                   | Неігрові дні                   |
| Вівторок 8 липня               | Півфінали                      | Бразилія                       | 1–7                            | Німеччина                      | Тоні Кроос                     |                                |
| Середа 9 липня                 | Півфінали                      | Нідерланди                     | 0-0 (дч) (2-4 пен.)            | Аргентина                      | Серхіо Ромеро                  |                                |
| Четвер 10 липня                | Неігрові дні                   | Неігрові дні                   | Неігрові дні                   | Неігрові дні                   | Неігрові дні                   | Неігрові дні                   |
| П'ятниця 11 липня              | Неігрові дні                   | Неігрові дні                   | Неігрові дні                   | Неігрові дні                   | Неігрові дні                   | Неігрові дні                   |
| Субота 12 липня                | Матч за третє місце            | Бразилія                       | 0–3                            | Нідерланди                     | Ар'єн Роббен                   |                                |
| Неділя 13 липня                | Фінал                          | Німеччина                      | 1–0 (дч)                       | Аргентина                      | Маріо Гетце                    |                                |

### Багаторазові переможці
| Гравець        | Матчів зіграно | Трофей |
| -------------- | -------------- | ------ |
| Ліонель Мессі  | 7              | 4      |
| Кейлор Навас   | 5              | 3      |
| Хамес Родрігес | 5              | 3      |
| Ар'єн Роббен   | 7              | 3      |
| Карім Бензема  | 5              | 2      |
| Тім Говард     | 4              | 2      |
| Томас Мюллер   | 7              | 2      |
| Маріо Гетце    | 5              | 2      |
| Неймар         | 5              | 2      |
| Гільєрмо Очоа  | 4              | 2      |
| Іслам Слімані  | 4              | 2      |
| Джердан Шачірі | 4              | 2      |